# Келчевиці-Гурні
Келчевиці-Гурні (пол. Kiełczewice Górne) — село в Польщі, у гміні Стшижевиці Люблінського повіту Люблінського воєводства.
Населення — 333 особи (2011).
У 1975-1998 роках село належало до Люблінського воєводства.

## Демографія
Демографічна структура станом на 31 березня 2011 року:
|          | Загалом | Допрацездатний вік | Працездатний вік | Постпрацездатний вік |
| -------- | ------- | ------------------ | ---------------- | -------------------- |
| Чоловіки | 157     | 28                 | 102              | 27                   |
| Жінки    | 176     | 29                 | 91               | 56                   |
| Разом    | 333     | 57                 | 193              | 83                   |